# Eluveitie/Diskografie
Diese Diskografie ist eine Übersicht über die musikalischen Werke der Schweizer Pagan-Metal-Band Eluveitie. Ihre erfolgreichste Veröffentlichung ist ihr sechstes Studioalbum Origins, welches Platz eins der Schweizer Albumcharts erreichte.

## Alben

### Studioalben
| Jahr | Titel Musiklabel                                 | Höchstplatzierung, Gesamtwochen, AuszeichnungChartplatzierungen (Jahr, Titel, Musiklabel, Platzierungen, Wochen, Auszeichnungen, Anmerkungen) | Höchstplatzierung, Gesamtwochen, AuszeichnungChartplatzierungen (Jahr, Titel, Musiklabel, Platzierungen, Wochen, Auszeichnungen, Anmerkungen) | Höchstplatzierung, Gesamtwochen, AuszeichnungChartplatzierungen (Jahr, Titel, Musiklabel, Platzierungen, Wochen, Auszeichnungen, Anmerkungen) | Höchstplatzierung, Gesamtwochen, AuszeichnungChartplatzierungen (Jahr, Titel, Musiklabel, Platzierungen, Wochen, Auszeichnungen, Anmerkungen) | Anmerkungen                                                                           |
| Jahr | Titel Musiklabel                                 | DE | AT | CH | US | Anmerkungen                                                                           |
| ---- | ------------------------------------------------ | --- | --- | --- | --- | ------------------------------------------------------------------------------------- |
| 2006 | Spirit Fear Dark Records                         | — | — | — | — | Erstveröffentlichung: 2. Juni 2006 Wiederveröffentlichung: 2007 über Twilight Records |
| 2008 | Slania Nuclear Blast                             | DE72 (2 Wo.)DE | — | CH35 (5 Wo.)CH | — | Erstveröffentlichung: 15. Februar 2008                                                |
| 2009 | Evocation I – The Arcane Dominion Nuclear Blast  | DE60 (1 Wo.)DE | — | CH20 (2 Wo.)CH | — | Erstveröffentlichung: 17. April 2009                                                  |
| 2010 | Everything Remains as It Never Was Nuclear Blast | DE19 (3 Wo.)DE | AT22 (2 Wo.)AT | CH8 (11 Wo.)CH | — | Erstveröffentlichung: 19. Februar 2010                                                |
| 2012 | Helvetios Nuclear Blast                          | DE27 (3 Wo.)DE | AT34 (2 Wo.)AT | CH4 (18 Wo.)CH | US143 (1 Wo.)US | Erstveröffentlichung: 10. Februar 2012                                                |
| 2014 | Origins Nuclear Blast                            | DE6 (4 Wo.)DE | AT22 (2 Wo.)AT | CH1 (12 Wo.)CH | US104 (1 Wo.)US | Erstveröffentlichung: 1. August 2014                                                  |
| 2017 | Evocation II – Pantheon Nuclear Blast            | DE11 (2 Wo.)DE | AT8 (1 Wo.)AT | CH2 (11 Wo.)CH | — | Erstveröffentlichung: 18. August 2017                                                 |
| 2019 | Ategnatos Nuclear Blast                          | DE11 (3 Wo.)DE | AT12 (1 Wo.)AT | CH3 (14 Wo.)CH | — | Erstveröffentlichung: 5. April 2019                                                   |
| 2025 | Ànv Nuclear Blast                                | DE16 (1 Wo.)DE | AT6 (1 Wo.)AT | CH5 (… Wo.)CH | — | Erstveröffentlichung: 24. April 2025                                                  |

### Livealben
| Jahr | Titel Musiklabel           | Höchstplatzierung, Gesamtwochen, AuszeichnungChartplatzierungen (Jahr, Titel, Musiklabel, Platzierungen, Wochen, Auszeichnungen, Anmerkungen) | Höchstplatzierung, Gesamtwochen, AuszeichnungChartplatzierungen (Jahr, Titel, Musiklabel, Platzierungen, Wochen, Auszeichnungen, Anmerkungen) | Höchstplatzierung, Gesamtwochen, AuszeichnungChartplatzierungen (Jahr, Titel, Musiklabel, Platzierungen, Wochen, Auszeichnungen, Anmerkungen) | Höchstplatzierung, Gesamtwochen, AuszeichnungChartplatzierungen (Jahr, Titel, Musiklabel, Platzierungen, Wochen, Auszeichnungen, Anmerkungen) | Anmerkungen                         |
| Jahr | Titel Musiklabel           | DE | AT | CH | US | Anmerkungen                         |
| ---- | -------------------------- | --- | --- | --- | --- | ----------------------------------- |
| 2012 | Live on Tour Nuclear Blast | — | — | CH78 (1 Wo.)CH | — | Erstveröffentlichung: 24. März 2012 |

Weitere Livealben
- 2008: Live @ Metalcamp 2008
- 2014: Live at Feuertanz 2013
- 2019: Live at Masters of Rock

### Kompilationen
| Jahr | Titel Musiklabel              | Höchstplatzierung, Gesamtwochen, AuszeichnungChartplatzierungen (Jahr, Titel, Musiklabel, Platzierungen, Wochen, Auszeichnungen, Anmerkungen) | Höchstplatzierung, Gesamtwochen, AuszeichnungChartplatzierungen (Jahr, Titel, Musiklabel, Platzierungen, Wochen, Auszeichnungen, Anmerkungen) | Höchstplatzierung, Gesamtwochen, AuszeichnungChartplatzierungen (Jahr, Titel, Musiklabel, Platzierungen, Wochen, Auszeichnungen, Anmerkungen) | Höchstplatzierung, Gesamtwochen, AuszeichnungChartplatzierungen (Jahr, Titel, Musiklabel, Platzierungen, Wochen, Auszeichnungen, Anmerkungen) | Anmerkungen                           |
| Jahr | Titel Musiklabel              | DE | AT | CH | US | Anmerkungen                           |
| ---- | ----------------------------- | --- | --- | --- | --- | ------------------------------------- |
| 2012 | The Early Years Nuclear Blast | DE67 (1 Wo.)DE | — | CH18 (3 Wo.)CH | — | Erstveröffentlichung: 17. August 2012 |

Weitere Kompilationen
- 2009: Slania / Evocation I – The Arcane Metal Hammer Edition
- 2013: Best Of

### EPs
- 2003: Vên (Eigenproduktion; 2004 Wiederveröffentlichung bei Fear Dark; 2008 Wiederveröffentlichung bei Twilight Records)

## Singles
- 2009: Omnos
- 2010: Thousandfold
- 2012: Meet the Enemy
- 2012: Divico
- 2014: King
- 2014: The Call of the Mountains
- 2017: Rebirth
- 2019: Ategnatos

## Musikvideos
- 2006: Of Fire, Wind & Wisdom
- 2008: Inis Mona
- 2009: Omnos
- 2010: Thousandfold
- 2012: A Rose for Epona
- 2012: Havoc
- 2014: King
- 2014: The Call of the Mountains
- 2017: Epona
- 2017: Lvgvs
- 2017: Rebirth
- 2019: Ategnatos
- 2019: Ambiramus

## Statistik

### Chartauswertung
|                     | DE    | AT    | CH     | US    |
| ------------------- | ----- | ----- | ------ | ----- |
| Nummer-eins-Alben   | DE—DE | AT—AT | CH1CH  | US—US |
| Top-10-Alben        | DE1DE | AT2AT | CH6CH  | US—US |
| Alben in den Charts | DE9DE | AT6AT | CH10CH | US2US |